# 이민경 (배우)
이민경(1981년 10월 11일 ~ )은 뮤지컬 배우 이자 공연그룹인 디바의 멤버이다. 소속사는 차엔터테인먼트 소속이다.

## 학력
- 서울청담초등학교
- 청담중학교
- 동덕여자고등학교
- 단국대학교 연극영화과 연극영화학 학사

## 생애
단국대학교 연극영화과에서 연극영화학 전공으로 학사학위를 받았다. 3인조 여성그룹 디바의 멤버였으며 이에 앞서 혼성그룹 '유니티'의 멤버로 데뷔했지만 남자멤버들의 군 입대 등 여러 가지 이유 때문에 그룹이 해체됐다.
이민경은 2008년 3인 3색의 사랑스러운 연하남과 매력적인 연상녀 커플을 만날 수 있는 유쾌하고 로맨틱한 뮤지컬 '온에어 시즌2'에서 뮤지컬 배우로 변신했다.
디바 활동 당시 이미 KBS 2TV 시트콤 ‘달래네 집’과 어린이 뮤지컬 ‘신밧드’를 통해 연기를 선보인 바 있던 이민경은 2008년 뮤지컬 ‘사랑은 비를 타고’를 통해 본격적인 뮤지컬 배우의 행보를 시작했으며, 뮤지컬 ‘온에어 시즌2’는 아픈 사랑의 과거를 지니고 있으며 라디오의 아날로그적인 감성을 사랑하는, 순수하면서도 매사 진지한 '김순정 PD 역'을 맡아 가수가 아닌 뮤지컬 배우 이민경으로 거듭났다.

## 음반 목록

### 앨범
- 1998년 유니티 1집 In The Beginning
- 1999년 디바 3집 Millennium
- 2000년 디바 4집 Naughty
- 2001년 디바 5집 The Diva 5
- 2002년 디바 6집 Luxury
- 2004년 디바 7집 Renaissance
- 2005년 디바 8집 Only Diva Vol.8

### 사운드트랙
- 2001년 영화 신라의 달밤 참여(정말싫어!)
- 2003년 영화 Projectx 참여(미련)

### 프로젝트 앨범
- 2005년 The Feiends Volume1 (마지막일 것)...

## 음반 외 활동 목록

### 방송
- 2019년 MBC 미스터리 음악쇼 복면가왕 - 가왕자리 비숑? 비숑 <참가자>

### 공연
- 2008년 뮤지컬 온에어 시즌2
- 2008년 뮤지컬 사랑은 비를 타고